# Idolus adrastoides
Idolus adrastoides là một loài bọ cánh cứng trong họ Elateridae. Loài này được Reitter miêu tả khoa học năm 1888.